# Il mercante di lana
Il mercante di lana è il primo romanzo scritto da Valeria Montaldi, edito per la prima volta nel 2001 da Piemme. L'8 giugno 2011 è uscita una nuova edizione tascabile BUR.

## Trama
(Aimone, da Il mercante di lana)
“Sono tornata, frate Matthew, per dirti di non tormentare la tua anima con colpe che non hai… Andrai cercando un villaggio abitato da ricchi mercanti, fra monti tanto più scoscesi di quanto tu ne abbia mai visti: lo chiamano Felik…” E frate Matthew parte lasciando il suo convento nella lontana Inghilterra, reo di aver offerto riparo a una giovane accusata di stregoneria. Un lungo viaggio lo attende, attraverso l'Europa del XIII secolo. Con sé porta una sinistra profezia, talmente inquietante da far vacillare la sua fede. Incontrerà briganti e prostitute, ladri e mercanti; conoscerà l'ospitalità di ricchi castellani e di poveri contadini, sino a giungere alla valle che oggi chiamiamo di Gressoney. Lì, ai piedi delle montagne di ghiaccio, vive la piccola comunità walser di Felik. Una strana a atmosfera regna su quel villaggio, dove il cuore di tutti sembra essersi inaridito. Fino al giorno in cui una fitta neve che pare tinta di rosso inizierà a cadere.

## Edizioni
- Valeria Montaldi, Il mercante di lana, 2 ed., collana Bestseller, Piemme,  p. 460, ISBN 88-384-8275-6.